# Marcello Durazzo (doża)
Marcello Durazzo (ur. 1710, zm. 1791) – polityk genueński. Był posiadaczem ogromnego zbioru dzieł sztuki.
Pochodził z drugiego najbogatszego rodu Republiki Genueńskiej po rodzie Spinola. 
Od 3 lutego 1767 do 3 lutego 1769 roku był dożą Genui.